# Pinelopi Goldberg
Pinelopi „Penny“ Koujianou Goldberg (griechisch Πηνελόπη Κουγιανού; * 1963 in Thessaloniki, nach anderen Quellen 1964) ist eine griechisch-US-amerikanische Ökonomin. Sie ist Professorin an der Yale University und war von November 2018 bis März 2020 Chefökonomin der Weltbank.

## Leben
Goldberg studierte von 1981 bis 1986 Volkswirtschaftslehre an der Albert-Ludwigs-Universität Freiburg mit einem Stipendium des DAAD. Nach Erlangung des Diploms promovierte sie 1992 an der Stanford University. Von 1992 bis 1999 war sie Juniorprofessorin an der Princeton University. Von 1998 bis 2000 erhielt sie ein Stipendium als Sloan Research Fellow. Von 1999 bis 2001 war sie Professorin an der Columbia University und von 2001 bis 2007 an der Yale University. 2007 bis 2010 war sie Professorin in Princeton und seit 2010 wieder an der Yale University.
2014 wurde sie in die American Academy of Arts and Sciences aufgenommen, 2019 in die National Academy of Sciences. Im April 2018 wurde sie als Nachfolgerin von Paul Romer zur neuen Chefökonomin der Weltbank ernannt. Sie trat das Amt im November 2018 an. Mitte Februar 2020 teilte sie mit, sie werde die Weltbank vorzeitig verlassen und ab März 2020 wieder an der Yale University forschen. Zu ihrer Nachfolgerin wurde Carmen Reinhart ernannt. 2025 wurde sie in die British Academy aufgenommen.

## Arbeit
Goldbergs Forschungsgebiete sind Industrial Organization, angewandte Mikroökonomik und die empirische Analyse des internationalen Handels und seiner Auswirkungen auf die Einkommensverteilung.
Seit Januar 2011 ist Goldberg Herausgeberin des American Economic Review.
2024 ist sie Distinguished CES Fellow.

## Veröffentlichungen (Auswahl)
- mit Giovanni Maggi: Protection for Sale: An Empirical Investigation. (PDF; 3,9 MB) In: American Economic Review. 89, 1999, S. 1135–1155.